# Freakum Dress
Freakum Dress ist ein Lied der amerikanischen Contemporary-R&B-Sängerin Beyoncé aus ihrem zweiten Album B’Day (2006). Das Lied wurde von Beyoncé Knowles, Rich Harrison und Makeba Riddick geschrieben und produziert. Freakum Dress ist vergleichbar mit den Liedern aus der Destiny’s-Child-Ära Ende der 1990er Jahre. Das Lied enthält musikalische Einflüsse von R&B, Funk, Hip-Hop sowie Dance-Pop und enthält Elemente des 80er Go-Gos. Im Lied singt Beyoncé darüber, dass Frauen mit bestimmten Kleidern die Aufmerksamkeit ihres Ehemannes oder von Männern in Clubs gewinnen können.
Die Regie zum Musikvideo führten Beyoncé Knowles und Ray Kay, es wurde auf dem Videoalbum B’Day Anthology Video Album (2007) veröffentlicht. Im Musikvideo tanzt Beyoncé mit Frauen unterschiedlicher Rasse, Größe und Gewicht. Die Kleider im Musikvideo wurden von Beyoncés Mutter Tina Knowles entworfen. Knowles erklärte, dass der Hauptgrund für einen Musikvideodreh gewesen sei, dass jeder wissen solle, wie ein Freakum Dress aussieht.

## Hintergrund und Konzept
„Manchmal muss eine Frau ihren Mann daran erinnern und ihn fragen, wieso er wirklich sie liebt oder sie an erster Stelle sieht. Alle Frauen haben in der hintersten Ecke eines Kleiderschrankes ihren schmutzigen Kleid, spätestens wenn sie dieses Kleid anziehen, erinnert sich der Mann an alles.“

Freakum Dress wurde in den Sony Music Studios in New York City aufgenommen, als Knowles Harris dazu beauftragte, auch ihr Album B’Day (2006) zu produzieren. Beyoncé und Harrison arbeiteten zuvor bereits bei ihrem Welthit Crazy in Love aus dem Jahr 2003 zusammen. Knowles arrangierte Harrison, Sean Garrett und Rodney Jerkins, um zusätzlich individuelle Räume für die Produktion im Studio zu bekommen. Mit diesem Plan überwachte Knowles die Produktion und in jedem Raum des Studios wurden unterschiedliche Ausschnitte des Liedes produziert und aufgenommen. Roger Friedman vom Fox News Channel bezeichnete Freakum Dress und Suga Mama (2006) als Harrisons Werke, die an Crazy in Love (2003) erinnern. Harisson sei der Indiana Jones der Soulmusik. Er mache die Soulmusik von Beyoncé zeitlos. Harrison schrieb Freakum Dress um zu zeigen, wie ein einzelner Gegenstand (ein Kleid) eine Beziehung in Frage stellen könne. In einem Interview mit USA Today erklärte Knowles zum Inhalt von Freakum Dress: „Ein Outfit, das das Paar an die besten Seiten ihrer Beziehung erinnert, ist für Frauen immer eine gute Geheimwaffe, mit dieser Geheimwaffe kann sie Männer hypnotisieren, ihm Fragen entlocken und die Macht über ihren Sexualpartner gewinnen. So ein Kleid muss in jedem Kleiderschrank sein. Diese Thematik kam mir schnell in die Gedanken, also schrieb ich darüber ein Lied und jede Frau, die unbedingt eine Beziehung haben möchte oder beenden möchte, kann sich mit diesem Lied identifizieren. Ich habe dieses Lied speziell für diese Frauen geschrieben. Es wird ihnen gefallen.“
Im Juni 2006 besuchte Knowles Tamara Coniff vom Billboard-Magazin in einem New Yorker Studio. Dort stellte Knowles viele Lieder aus ihrem Album vor, darunter Ring the Alarm (2006) und Freakum Dress, beide Lieder wurden für mögliche Single-Auskoppelungen gehalten, später wurde jedoch nur Ring the Alarm als zweite Single von B’Day veröffentlicht. Knowles erzählte Coniff, dass Freakum Dress eines ihrer Lieblingslieder sei.

## Musik und Inhalt
Freakum Dress ist ein Contemporary-R&B-Lied. Das Lied enthält ebenfalls starke Einflüsse aus der Rap- und Hip-Hop-Musik, Funk, und Dance-Pop Musik. Mike Joseph von PopMatters schrieb, das Lied zeige Einflüsse aus der Funkmusik der 70er Jahre und enthalte Elemente vom 80er Go-Go. Laut Phil Harrison vom Timeout Magazin besitze Freakum Dress einen stetigen „galoppierenden Beat“, durch die vielen Musikalischen Einflüsse aus verschiedenen Musikgenres, bezeichnete er das Lied als „musikalischen Multi-Genre-Titel“ und lobte: „Beyoncé schaft es einfach immer wieder, in jedem Musikgenre meisterhaft zu klingen, kein anderer kommt je an die Qualität von Knowles heran. Sie hat das Rappen durch ihren Partner Jay-Z gelernt, macht Soul/Blues/Jazz und Funkmusik, jegliche Urban und R&B-Musik und auch im Popbereich ist Knowles einsame Spitze, egal ob bei akustischen oder elektronischen Popsongs.“ Spence D. von IGN Music beschrieb die Musik als „dominierend“, in welcher Knowles nach der Aufmerksamkeit eines Mannes fragt und Frauen benutzt, um einen Kleid zu finden, welches Beyoncés sexuelles Leben auf würzt und heißer macht. Freakum Dress beginnt mit einer von Beyoncé im Rap-Sprechgesang geführten Einleitung ins Lied.
Laut Joseph ist Freakum Dress inhaltlich vergleichbar mit Bills, Bills, Bills (1999) und Say My Name (2000) aus der Destiny’s-Child-Ära. Jon Pareles von The New York Times bezeichnete das Konzept des Liedes als „einen Kleiderschrank, der Männer beeindrucken soll“. Im Lied wählt die weibliche Protagonistin ihr bestes Kleid um ihre Persönlichkeit zu zeigen und Männer zu beeindrucken. Jody Rosen von Entertainment Weekly schrieb: „Es scheint, als gebe Knowles allen Frauen professionelle Tipps, wie sie die Aufmerksamkeit der Männer gewinnen können, damit daraus eine lange Beziehung entsteht. Sie singt: ‚Been locked up in the house way too long / It’s time to get it, [be]cause once again he’s out doing wrong […] Wear very skimpy clothes…‘.“ Joseph sagte: „Eigentlich kann Knowles im Lied jedes Kleid, nicht unbedingt ihr schönstes, tragen und gewinnt trotzdem die Aufmerksamkeit der Männer, allein durch ihre sexuellen Reize, ihre sexuelle Ausstrahlung und ihren göttlichen Gesang.“ Sarah Rodman von The Boston Globe schrieb: „Nachdem Beyoncé ihr besten Kleid gefunden hat, wirft sie ihre Augen auf heiße Jungs in Nachtclubs, um deren Aufmerksamkeit zu gewinnen und ihren eigenen Mann eifersüchtig zu machen.“

## Rezeption
Phil Harrison vom Timeout-Magazin bezeichnete Freakum Dress als hervorragende Produktion, er lobte Beyoncés Gesang und den Beat: „Der Beat wird Jungs und Männer verrückt machen.“ Brian Hiatt vom Rolling Stone Magazin schrieb Freakum Dress sei harmonischer und melodiereicher produziert als Crazy in Love (2003) und die Lieder von Knowles Destiny’s-Child-Ära, auch durch den energischen Beat sei das Lied ein gutes Lied. Jaime Gill von Yahoo! Music bezeichnete das Lied als „großartig“ und „mechanisch“, während Jon Pareles von der The New York Times das Lied als „überproduziert“ bezeichnet. In einem Interview sagt Jon Pareles, dass das Lied eines der Lieder von Beyoncé sei, an das man sich am meisten erinnern kann. Bill Lamb von About.com wählte Freakum Dress als eines der drei besten Lieder des Albums und bezeichnet es „Power“, „Emotional“ und „Energiereich“. Caroline Sullivan von The Guardian sagte, das Lied erinnere ihn an Mädchen, welche ein nettes Kleid in ihrer Garderobe haben.
Mike Joseph von PopMatters lobte das ganze Konzept des Liedes, aber bezeichnete das Liedtext als „zu radikal“. Sal Cinquemani vom Slant Magazine sagte ironisch, dass Beyoncé Knowles mit Freakum Dress einen neuen Begriff für das Pop-Lexikon erfunden habe. Kritiker von USA Today lobten das sexuelle Bild des Liedes und von Beyoncé: „Wenn Ms. Bootylicious [Beyoncé Knowles] vom Zusammenpressen eines Gelees in 'Freakum Dress’ singt, dann wird die Vorstellung im Musikvideo wilder und heißer, als bei irgendeinem anderen Video.“ Darryl Sterdan von der Website Jam! lobte den Beat und Refrain des Liedes. Andy Kellman von Allmusic beschrieb Freakum dress als ein „brüllendes und marschierendes“ Lied. Er bezeichnete Freakum Dress als eines der besten Dance-Lieder, das Beyoncé je gesungen hat. Norman Mayers vom Prefix Magazine wählte das Lied als bestes des Albums. Rach Read schrieb für die TeenToday: „Freakum Dress ist schnell, furios und fantastisch.“ Freakum Dress erreichte am 9. September 2007 in den amerikanischen Bubbling Under Hot 100 Singles Charts Platz 25.

## Musikvideo

### Konzept und Dreharbeiten
Die Regie zum Musikvideo führten Ray Kay und Beyoncé Knowles, das Musikvideo wurde für ihr B’Day Anthology Video Album gedreht und noch im selben Monat veröffentlicht: Es war eines von acht Musikvideos, das innerhalb von zwei Wochen für das Videoalbum gedreht wurde. Danielle Polanco und Jonté Moaning waren als Choreografen verantwortlich, sie nutzten Retro-Tanz-Choreografien aus den 1980ern, davon wurde auch das Musikvideo inspiriert, welches in vielen Szenen Neonlichter verwendet, welche an die Retro-80er erinnern. Knowles erklärte MTV zum Konzept des Musikvideos: „Es ist möglicherweise das extravaganteste Musikvideo und die metallischen Kleider sind so wunderschön, sie haben so viel Farbe. Ich musste für dieses Lied ein Musikvideo drehen. Jeder wollte wissen, wie ein Freakum Dress aussieht, man kann es nicht richtig erklären. Jeder kann das Musikvideos anders interpretieren, also hatten wir so viele Frauen verschiedener Rasse, Alter, Größe, Körperbau, weil wir alle jene Kleider haben; wir ziehen sie aus, wenn es unten beim Schließen zu eng wird.“
Nachdem Beyoncé die ersten Musikvideos gedreht hatte, rief sie ihre Mutter Tina Knowles an. Tina Knowles entwarf über 30 Kleider und Outfits für das Musikvideo zu Freakum Dress, davon acht für ihre Tochter Beyoncé. Wegen der begrenzten Zeit, wurden viele Kleider in kurzer Zeit mit einfachen Mitteln genäht, so dass man diese Kleider nur für das Musikvideo nutzen konnte. Die Brille, die Knowles im Musikvideo trägt, lieh sie von ihrer Maskenbildnerin Francesca Tolot. Das Musikvideo wurde innerhalb von 18 Stunden gedreht, unter anderem sieht man darin auch Tänzerin Ebony Haith von America’s Next Top Model, Cycle 1. Während des Musikvideos fisierte Knowles ihre Haare in einem Neonspiegel, der Raum in dem sich Knowles befand, war von Neontüren, Catwalks und Objekten umgeben. Das Musikvideo hatte seine Premiere auf dem Black Entertainment Television Sender 106 & Park und auf weiteren amerikanischen Musiksendern, bevor das Videoalbum veröffentlicht wurde.

### Inhalt
Zu Beginn des Musikvideos tanzt Beyoncé vor einem Gegenstand. Danach steht Beyonce auf, sie errötet, nimmt ihren Lippenstift und setzt sich neben zwei Männer, in einen Raum voller Spiegel. Die Männer geben Beyoncé dann ihre Outfits, sie geht zu ihrer Frauengruppe. Mit der Frauengruppe führt Beyoncé dann erotisch-sexuelle Tänze auf den Gegenständen vor. Später tanzt Beyoncé mit Männern und läuft auf einem Catwalk. Zum Ende hin startet Beyoncé einen starken sex-inspirierten Tanz, bei dem sie ständig ihre Kleider wechselt. Am Ende stellen ihre Tänzer Paparazzi dar, sie fotografieren Beyoncé und wollen mit ihr Interviews machen, zum Schluss wedelt Beyoncé mit ihren Haaren.

## Auftritte

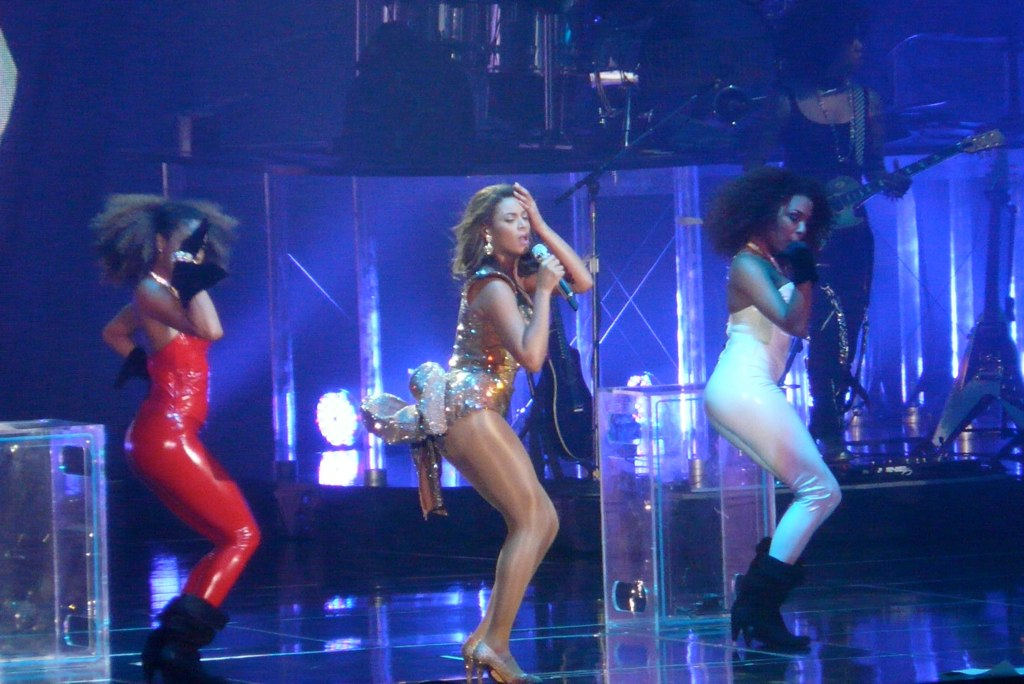
Beyoncé Knowles singt Freakum Dress auf ihrer I Am… Tour.

Beyoncé Knowles sang Freakum Dress nie bei Fernsehauftritten, dafür bei ihrer The Beyoncé Experience-Tour in Los Angeles und auf ihrer I Am… Tour, darunter in der Odyssey Arena in Nordirland, The O2 Arena in London, Athen in Griechenland und Sydney in Australien. Am 5. August 2007 sang Knowles das Lied im Madison Square Garden in Manhattan, wo sie direkt zu Beginn des Liedes sagte: „Stop, I ain’t ready yet — wait, let me fix my hair…“. Jon Pareles von The New York Times lobte den Auftritt und erklärte: „Beyoncé benötigt keine Ablenkungen von ihrem Gesang, der luftig oder messingartig, den Tränen nah oder schändlich sein kann, das Schnellfeuer mit Stakkatosilben oder in süßen Melisma stürzt. Aber sie war in konstanter Bewegung, eingepackt in modischen Kostümen […]“.
Als Knowles das Lied in Sunrise, Florida am 29. Juni 2009 sang, trug sie einen glitzernden, goldenen Leotard. Als sie sang, erschienen animierte Bilder auf den Leinwänden im Hintergrund, außerdem wurden ihre Tänzer und Tänzerinnen auf der Leinwand auch abgebildet. Freakum Dress war auch auf Beyoncés Livealbum The Beyoncé Experience Live (2007) enthalten und auf der Deluxe-Edition vom Livealbum I Am… World Tour (2010).